# Adam Kulawik
Adam Kulawik (ur. 24 grudnia 1938 w Krakowie) – teoretyk literatury, autor prac teoretycznoliterackich i podręczników akademickich z dziedziny poetyki, autor prozodyjnej teorii wiersza.

## Kariera naukowa
Był uczniem – obok takich uczonych, jak Z. Kopczyńska, L. Pszczołowska, S. Sawicki, T. Kuryś, Z. Siatkowski, S. Balbus – profesor Marii Dłuskiej. Uczęszczał również na wykłady Stanisława Pigonia, Henryka Markiewicza i Zenona Klemensiewicza, co zapewne wpłynęło na rozszerzenie zainteresowań badawczych. Napisał dwie prace magisterskie: jedną z poetyki, drugą – z językoznawstwa. Jego szerokie zainteresowania zaowocowały rewolucyjną teorią wiersza, opartą nie – jak dotychczas – na powtarzalności ekwiwalentnych jednostek metrycznych, ale na czynnikach prozodyjnych mowy.
Studia polonistyczne ukończył na Uniwersytecie Jagiellońskim, a następnie w 1964 roku podjął pracę redaktora w krakowskim oddziale Wydawnictwa Ossolineum. Od roku 1969 był pracownikiem naukowym  Instytutu Filologii Polskiej Uniwersytetu Jagiellońskiego. Stopień doktora uzyskał na podstawie pracy podejmującej temat poezji Konstantego Ildefonsa Gałczyńskiego (1974), natomiast habilitację – na podstawie rozprawy Wprowadzenie do teorii wiersza (1986). Wykładał na uniwersytetach francuskich – w Aix-en-Provence (1977–1980) i  w Caen (1987–1993). Jest twórcą Katedry Teorii Literatury Wyższej Szkoły Pedagogicznej w Rzeszowie, gdzie pracował w latach 1995–1996.
W latach 1998–2009 kierował Katedrą Poetyki i Teorii Literatury na Uniwersytecie Pedagogicznym w Krakowie. Nominację profesorską uzyskał w roku 2000. Jest znawcą i aktywnym propagatorem twórczości Konstantego Ildefonsa Gałczyńskiego.

## Wybrane publikacje
- Zarys poetyki (Ewa Miodońska-Brookes, Adam Kulawik, Marian Tatara) (Warszawa 1972)
- Bal i Arkadia — dwa kluczowe motywy liryki Gałczyńskiego, „Przegląd Humanistyczny” nr 6 (1974)
- Tak zwany wiersz emocyjny wśród innych metod kształtowania wiersza (Wrocław 1975)
- Konstanty Ildefons Gałczyński (Wrocław 1977)
- Wprowadzenie do lektury wiersza współczesnego (Wrocław 1977)
- Wprowadzenie do teorii wiersza (1988, wyd. 2 jako Teoria wiersza, Kraków 1995)
- Poetyka. Wstęp do teorii dzieła literackiego (Warszawa 1990, wyd. 2 Kraków 1994, wyd. 3 Kraków 1997)
- Wersologia: studium wiersza, metru i kompozycji wersyfikacyjnej (Kraków 1999)
- O wersecie biblijnym, „Ruch Literacki” z. 1 (1999)
- Jak zrobiony jest „Weiser Dawidek” Pawła Huellego i co z tego wynika, „Annales Universitatis Paedagogicae Cracoviensis: Studia Historicolitteraria” (Kraków 2002)
- Wersyfikacja i stylistyka w technice aktorskiej (Kraków 2005)
- Dzieło i życie Konstantego Ildefonsa Gałczyńskiego. T. 1, T.2  (pod red. Adama Kulawika i Jerzego S. Ossowskiego.) (Kraków 2005)
- Posłowie, [w:] A. Kawa, Alchemia, Kraków 2011.
- Zarys poetyki (Wydawnictwo Antykwa, Kraków 2013)
- Poezja to jest złoty szerszeń. Rzecz o poematach K.I. Gałczyńskiego (Wydawnictwo Antykwa, Kraków 2015)
- Fenomen Lalki, czyli Zrozumieć Prusa (Wydawnictwo Antykwa, Kraków 2020)

## Odznaczenia, nagrody i wyróżnienia
Za pierwszą edycję książki Poetyka. Wstęp do teorii dzieła literackiego (1990) otrzymał nagrodę Ministra Edukacji Narodowej. We wrześniu 2006 roku, wspólnie z Jerzym S. Ossowskim, uhonorowany został nagrodą Krakowska Książka Miesiąca za książkę biograficzną Dzieło i życie Konstantego Ildefonsa Gałczyńskiego. Nagrodę  Krakowska Książka Miesiąca otrzymał także w maju 2015 za książkę Poezja to jest złoty szerszeń. Rzecz o poematach K.I. Gałczyńskiego (Kraków 2015). W 2009 – za wybitne zasługi dla miasta Krakowa – otrzymał do prezydenta Jacka Majchrowskiego Odznakę „Honoris Gratia”.